# Kościół św. Teresy od Dzieciątka Jezus w Czernikowie
Kościół pw. św. Teresy od Dzieciątka Jezus w Czernikowie – kościół filialny parafii rzymskokatolickiej pw. Matki Bożej Królowej Polski w Golenicach.

## Opis
Budowla orientowana zbudowana na rzucie prostokąta o wymiarach 16,70 × 9 m, murowana z ciosów granitowych, bez chóru i wieży zachodniej. Grubość murów w ścianach szczytowych 1,54 m, w ścianach bocznych 1,10 m. Charakterystyczne dla stylu romańskiego wąskie okna zamknięte są półpełnym łukiem. W ścianie południowej znajduje się ślad zamurowanego ostrołukowego, ceglanego portalu o ościeżach schodkowanych. Pod wschodnią częścią budowli znajduje się niedostępna krypta, o istnieniu której świadczą jedynie odpowietrzniki w dolnych partiach bocznych ścian. Wschodni szczyt rozczłonkowany został trzema prostokątnymi blendami. Salowe wnętrze nakryte jest drewnianym pułapem.
Przy kościele zniszczona dębowa dzwonnica, której konstrukcja świadczy o wysokim kunszcie stawiających ją cieśli. W zachodnim szczycie kościoła znajdują się rzeźbione w piaskowcu herby właścicieli majątku w XIX w., z rodów von Wedel i von Cranach.
Wewnątrz kościoła w ścianie wschodniej znajduje się prostokątna nisza z drzwiczkami, spełniająca pierwotnie rolę tabernakulum. Wyposażenie stanowi m.in. ambona z 1598 r.

## Historia
Zbudowany w 2. połowie XIII w., na co wskazują starannie opracowane kwadry granitowe, ich regularny układ w poziomych warstwach oraz ostrołukowa forma portalu południowego. W 1 połowie XVII w. został spalony i wkrótce odbudowany, ale bez wieży. W 1828 r. wzniesiono obok kościoła wolno stojącą więżę i odbudowano kruchtę. Pod koniec XIX w. przebudowano portal oraz szczyt zachodni kościoła, z wyjątkiem których, kościół zachował swój romański charakter.

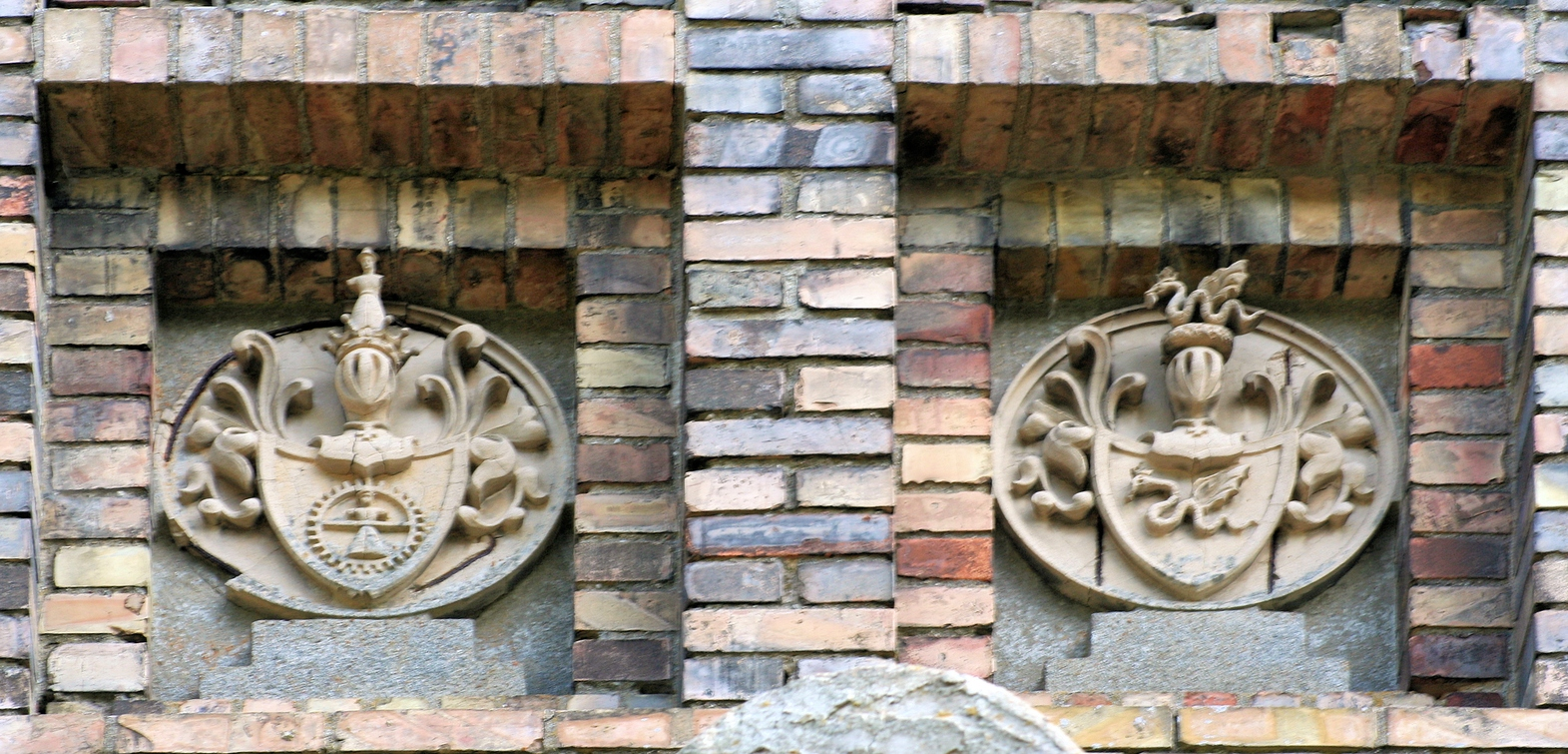
Herby właścicieli: Wedel-L Cranach-P
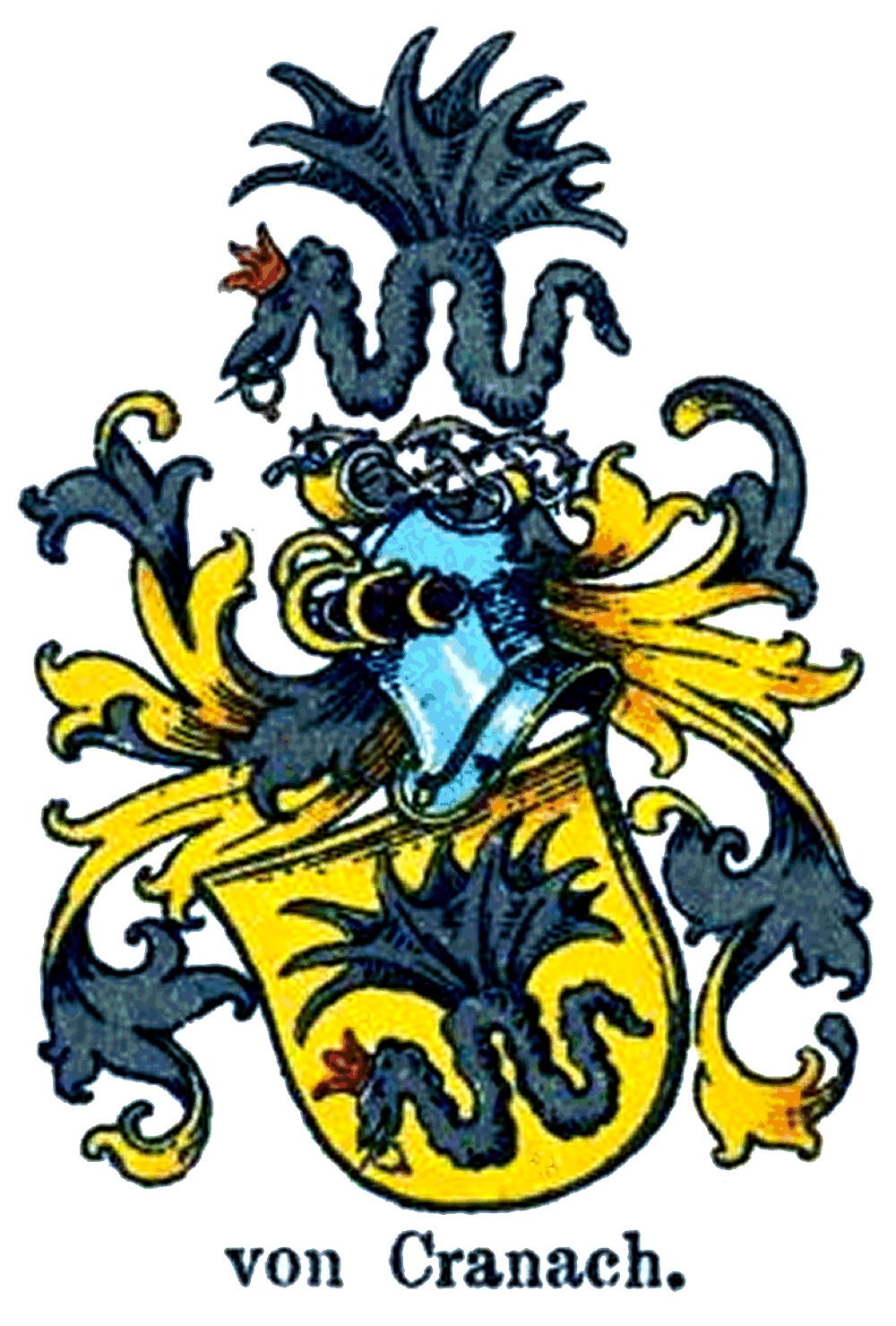
herb von Cranach
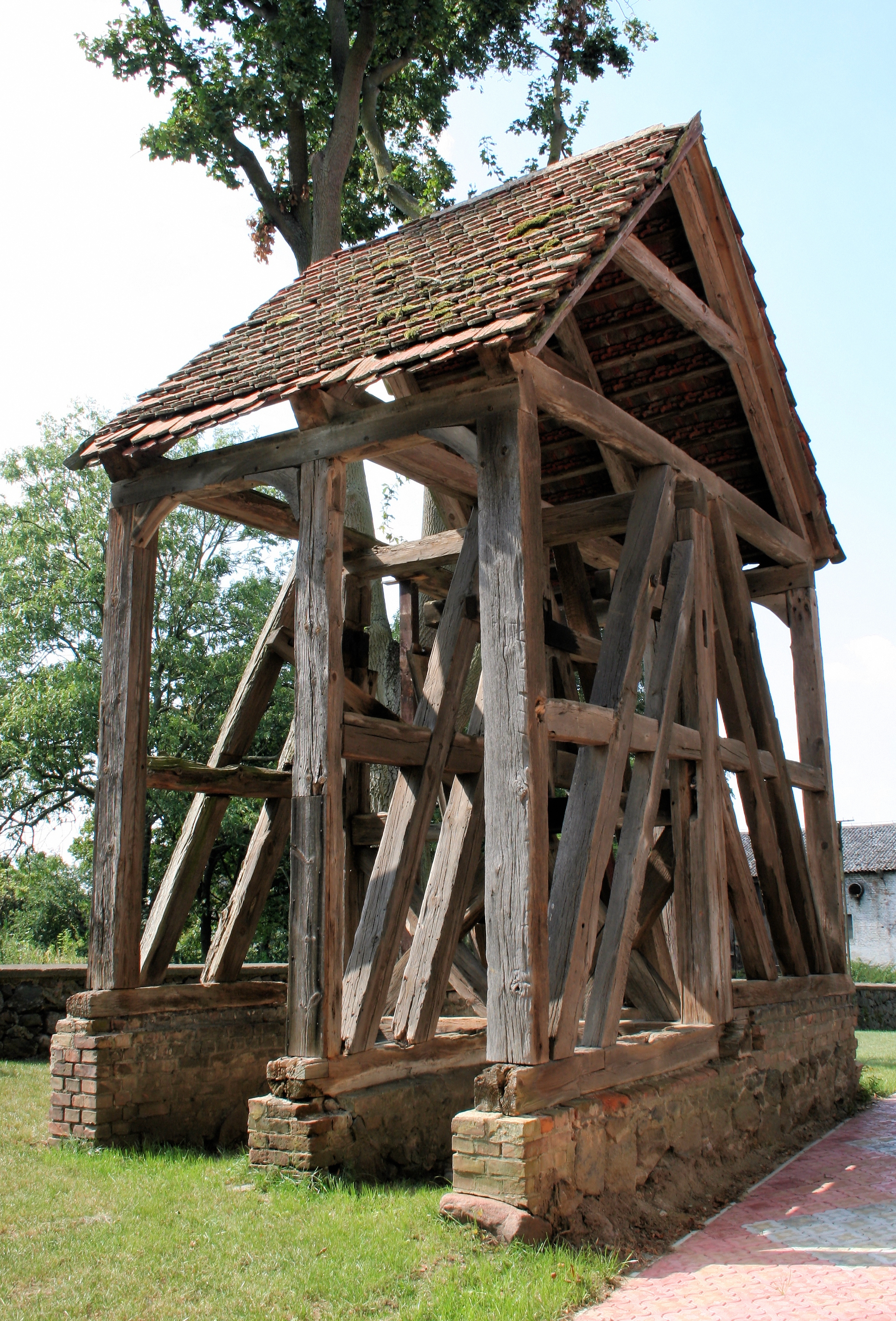
Zrujnowana dzwonnica